# Ганьшинский
Ганьшинский — поселок в Белёвском районе Тульской области в составе Левобережного сельского поселения. Население - 38 человек (2021).

## География
Находится в юго-западной части Тульской области на расстоянии приблизительно 1 км на северо-запад по прямой от города Белёв, административного центра района.

## История
В конце 1930-х годов здесь были отмечены Ганьшинские выселки с 10 дворами.

## Население
Постоянное население составляло 38 человек (русские 92 %) в 2002 году.
| 2010 |
| ---- |
| 50   |